# Isogonalia sexlineata
Isogonalia sexlineata är en insektsart som beskrevs av Victor Antoine Signoret 1855. Isogonalia sexlineata ingår i släktet Isogonalia och familjen dvärgstritar. Inga underarter finns listade i Catalogue of Life.